# محطة قطار الحسينية
محطة الحسينية هي محطة قطار جزائرية تقع على أراضي بلدية الحسينية بولاية عين الدفلى. تُعدّ جزءًا من شبكة الخطوط الإقليمية التي وتديرها الشركة الوطنية للنقل بالسكك الحديدية في الجزائر.

## الموقع في السكك الحديدية
تَقع المحطة على خط الجزائر - وهران، حيث تسبقها محطة بومدفع وتتبعها محطة عين تركي.

## خدمة الركاب

### خدمة
تخدم محطة الحسينية القطارات الإقليمية على خط الجزائر – الشلف.

## روابط خارجية
- "ش.و.ن.س.ح". الشركة الوطنية للنقل بالسكك الحديدية. مؤرشف من الأصل في 2025-05-05.